# 阿斯克 (威爾斯)
阿斯克（英語：Usk）是英國威爾斯東南部蒙茅斯郡的一座城鎮，位於紐波特東北10英里（16）處。2001年時，阿斯克的人口有2,318人。阿斯克的網球俱樂部在2006年贏得了威爾斯年度網球俱樂部的榮譽。

## 外部連結
- Usk Town Council （页面存档备份，存于）
- Circular walks from Usk（页面存档备份，存于）